# Escudo de Barbados
El escudo de Barbados fue adoptado poco antes de la independencia, el 14 de febrero de 1966, según un decreto Isabel II, última monarca reinante del país. El diseño es de Neville Connell, director del Museo de Barbados. Como el de otras antiguas posesiones británicas del Caribe, consta de un campo soportado por dos animales y timbrado con un casco con un símbolo nacional en lo alto.

## Escudo dorado
La parte central del escudo de armas de Barbados, es conocida como "escudo dorado". Consiste en un campo de oro en el que figuran dos "Orgullos de Barbados", que son la flor nacional (Caesalpinia pulcherrima del género de las Poincianas) y una higuera "barbada" (Ficus citrifolia) que era común en la isla en el momento en que los portugueses llegaron a la isla y de quien recibe el nombre.

## Escudo de armas
El escudo formado por un campo de oro con los elementos mencionados está sujeto por dos figuras con forma de animales (soportes en terminología heráldica) . A la izquierda un delfín heráldico de azur y de gules, que representa a la industria pesquera de Barbados, y a la derecha un pelícano en colores naturales que simboliza a una pequeña isla llamada Isla del Pelícano que en algún momento existió frente a la costa de Bridgetown.
Timbra el escudo el yelmo de Barbados con burelete y lambrequín de gules y de oro con una cimera con forma de brazo extendido de oro sujetando dos cañas de azúcar. La cruz que forman las cañas representa a aquella en la cual San Andrés fue crucificado. En la base del escudo hay una leyenda que dice: "Pride and Industry" (Orgullo e Industria) en referencia al lema de la nación.